# Блэкбёрн, Кеннет
Сэр Кеннет Уильям Блэкбёрн (англ. Kenneth William Blackburne; GCMG, GBE, 12 декабря 1907 — 4 ноября 1980) — британский колониальный чиновник, наиболее известен как первый генерал-губернатор Ямайки.

## Биография
К. Блэкбёрн родился в Бордон, Англия. Он начал колониальную службу в 1930 году и служил в Нигерии, Палестине и Гамбии. Затем продолжил службу в Вест-Индии (1943—1947 годы) и Лондоне (1947—1950 годы, директор колониальных информационных услуг). После возвращения в Вест-Индию являлся губернатором Подветренных островов с 1950 по 1956 годы и губернатором Ямайки с 1957 по 1962 годы. После обретения Ямайкой независимости с 6 августа по 30 ноября 1962 года был её генерал-губернатором, до назначения на должность Клиффорда Кэмпбелла.
Блэкбёрн умер в возрасте 72 лет, на острове Мэн, в городе Дугласе.

## Титул и награды
Посвящён в рыцари в 1952 году.
Награждён орденами Святого Михаила и Святого Георгия и Британской империи.